# 奧洛涅茨區

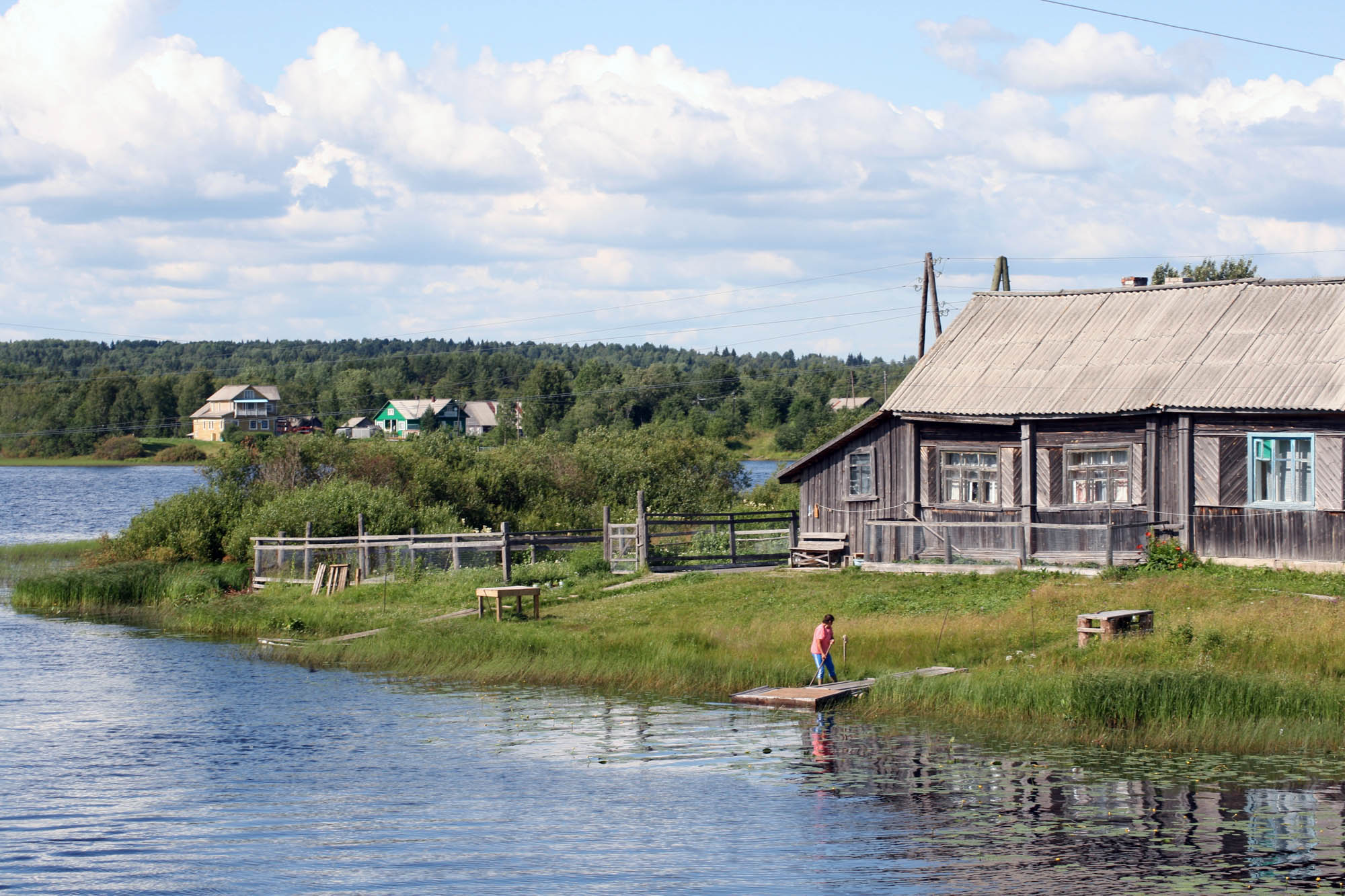

60°59′N 32°58′E / 60.983°N 32.967°E
奧洛涅茨區（俄语：Олонецкий район），是俄羅斯的一個區，位於該國西北部，由卡累利阿共和國負責管轄，面積3,988平方公里，2010年人口23,124，人口密度每平方公里5.8人。